# Julius Brach
Julius Brach (9. ledna 1881 Brno – 4. července 1938 Vyškov) byl český šachista.
Na začátku své kariéry zvítězil v Brně v roce 1899, obsadil 3. místo v Osykách u Lomnice, obsadil 2. místo v Brně v roce 1901 a 3. místo v Brně v roce 1905. Získal společné 5. až 6. místo v Norimberku v roce 1906 (15. DSB Kongres, hlavní turnaj A, zvítězil Savielly Tartakower) a společné 2. místo v Brně v roce 1907 (2. český šachový šampionát, zvítězil František Treybal).
Zvítězil v Brně v roce 1908, získal společné 8. až 9. místo v Praze v roce 1908 (turnaj B, zvítězil Karel Treybal) obsadil 2. místo v Brně v roce 1909 a 6. místo v Praze v roce 1909 (3. český šachový šampionát, zvítězil Oldřich Duras). V roce 1909 hrál tři zápasy v Brně: remizoval Karlem Hromádkou (3 : 3), porazil A. Pernu (4 : 0) a porazil M. Garguláka (2.5 : 0.5). V roce 1911 obsadil 2. místo v Brně, společné 5. až 7. místo ve Vratislavi v roce 1912 (18. DSB Kongres, hlavní turnaj B, Paul Krüger), zvítězil v Brně v roce 1913 a zvítězil na Šachovém turnaji v Mannheimu v roce 1914 (19. DSB Kongres, Hlavní turnaj B).
Během 1. světové války získal společné 3. místo v Brně v roce 1916, zvítězil v Brně v roce 1917 a společné 9. - 11. místo v Košicích v roce 1918 (zvítězil Richard Réti). Po válce zvítězil v roce 1920 v Brně, získal společné 8. až 9. místo v Brně v roce 1921 (2. československý šachový šampionát, zvítězil Karel Hromádka), obsadil 3. místo v Piešťanech v r. 1922 (B tournament, zvítězil Endre Steiner) dělil se o společné 9. až 11. místo ve Znojmě v roce 1927 (zvítězil Karel Opočenský) a obsadil 8. místo v Olomouci 1930 (zvítězil Karl Gilg).